# Copris cribratus
Copris cribratus är en skalbaggsart som beskrevs av Gillet 1927. Copris cribratus ingår i släktet Copris och familjen bladhorningar. Inga underarter finns listade i Catalogue of Life.